# Eldorado
El Dorado (în română Auritul) a fost un ținut imaginar din America, pe care cuceritorii spanioli îl credeau bogat în aur și în pietre prețioase. Aceștia erau atrași de ideea găsirii locului respectiv despre care se zvonea că avea străzile pavate cu aur, întrucât prețiosul metal era de prisos, fiind considerat un metal ca oricare altul. Mulți dintre cei care s-au aventurat pentru a găsi orașul au murit din cauza traseului care presupunea expediții lungi prin junglă și pe diverse rute inaccesibile mai ales din lipsa hranei. Se presupunea că ar fi situat într-o zonă a Pădurii Amazonului între: Ecuador, Peru, Columbia, Venezuela, Guyana, Bolivia sau Brazilia.

## Originea legendei

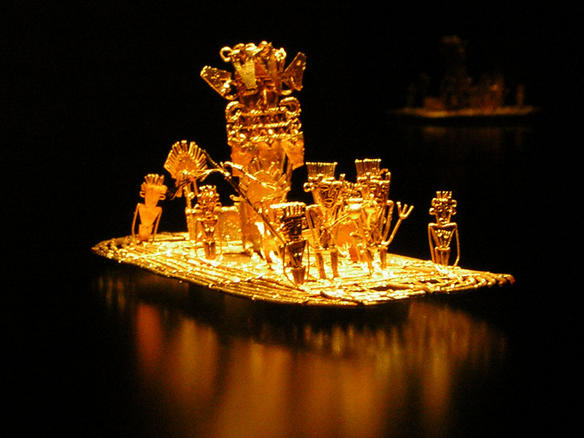
Faimoasa plută a civilizației Muisca folosită la ceremoniile religioase

Mitul a început în anul 1530 prin Munții Anzi, în regiunea unde azi se află Columbia și unde conquistadorul Gonzalo Jiménez de Quesada a descoperit pentru prima dată populația Muisca, locuitorii unei zone cunoscute și în zilele noastre drept Podișul Cundiboyacense. Povestea ritualurilor populației Muisca a fost dusă la Quito de către oamenii lui Sebastián de Belalcázar; amestecată cu alte zvonuri, s-a născut acolo legenda lui „El Dorado”, ”Bărbatul Aurit”, ”Indianul Aurit ” sau „Regele Aurit”. Fenomenul „El Dorado” a luat amploare el fiind mai apoi imaginat ca și un adevarat imperiu.
În căutarea acestui oraș a fost trimis pentru prima dată Don Pedro de Candia la ordinul Reginei Isabel de Castilla, care, după o căutare amănunțită, nu a avut din păcate sorți de izbândă. El a fost urmat mai apoi de către Don Francisco de Orellana și de Don Gonzalo Pizarro care au plecat din Quito în 1541 către Amazon într-una dintre cele mai fatidice și faimoase expediții pentru găsirea orașului El Dorado.
Există o altă legendă despre El Dorado potrivit căreia, în timpul lui Tahuantinsuyo,când incașii au aflat că Atahualpa (conducătorul lor) fusese asasinat de către conquistadori, au venit cu sutele la Cajamarca încărcați cu aur și argint pentru a-i plăti răscumpărarea. Rumiñahui, unul dintre generalii lui Atahualpa, a decis să ascundă tot aurul împreună cu mii de incași. Legenda nu precizează exact locul unde a fost ascuns aurul, dar multe persoane cred că acesta s-ar afla pe fundul lacului Titicaca sau prin văile Anzilor. Începând cu secolul al XVIII-lea s-au înaintat expediții pentru găsirea comorii civilizației inca. Expedițiile vizau Cordiliera Andină, o zonă abruptă și neprimitoare cunoscută ca și „Llanganates”, dar toate au fost în zadar, deoarece s-au terminat într-un mod tragic prin pierderea de vieți omenești.

## Ritualul indianului aurit
Faimoasa plută a vechii civilizații Muisca rămâne o dovadă a ceremoniilor religioase care au dat naștere legendei despre El Doroado.
Povestea originală se găsește în cronica „El Carnero” a lui Juan Rodríguez Freyle. Conform lui Freyle, căpetenia tribului era un preot poleit cu praf de aur într-o ceremonie religioasă care avea loc de obicei la Guatavita, aproape de orașul Bogota din zilele noastre.
În 1636, Juan Rodríguez Freyle,martor ocular, i-a trimis o scrisoare prietenului său Don Juan, guvernatorul din Guatavita, în care povestea:
„În timpul ceremoniei din lagună au construit o plută din papură pe care au încărcat-o cu lucrurile cele mai de soi pe care le aveau[…]În tot acest timp laguna era înconjurată de jur-împrejur de barbați și femei împodobiți cu pene și bijuterii din aur[…]Apoi l-au dezbrăcat pe viitorul conducător și l-au uns cu o pastă lipicioasă peste care au suflat aur astfel încât să-i fie acoperit întregul corp. Odată urcat în plută i s-a pus la picioare o grămadă de aur și smaralde. Au urcat de asemenea cu el pe plută patru vasali care erau complet dezbrăcați, purtând o mare varietate de pene dar mai ales ieșeau în evidență prin multitudinea de bijuterii din aur: coroane, brățări sau cercei[…] Ajunși în mijlocul lagunei, indianul aurit a dat ofrandă zeilor tot aurul și toate smaraldele care erau așezate la picioarele lui, gestu-i fiind apoi imitat de ceilalți bărbați care-l acompaniau. Imediat după acest moment începeau muzica și dansul. Cu această ceremonie noul conducător era acceptat și recunoscut drept rege.”
Existau și alte lagune în provincia Cundinamarca în care se practicau astfel de ritualuri, dovadă fiind obiectele din aur găsite și expuse în momentul de față la „Muzeul Aurului” din Bogota. Printre acestea trebuie menționată o plută în miniatură precum cea folosită în ritualul prezentat mai sus. Figurina din aur a fost găsită pe un câmp aproape de localitatea Pasca, provincia Cundinamarca. Populațiile Muisca și grandioasele lor comori au căzut repede în mâinile conquistadorilor. Însumând toate bogățiile noilor tărâmuri cucerite, spaniolii și-au dat repede seama că în ciuda marilor cantități de aur pe care le avuseseră indienii – nu existau orașe ale aurului, nici măcar mine bogate, întrucât los muisca, făceau rost de aur datorită trocurilor cu populațiile vecine. Dar, în același timp spaniolii au început să audă zvonuri de la indienii prizonieri despre legenda lui „El Dorado” și ritualurile care aveau loc în laguna de la Guatavita. Pe una dintre coastele acestei lagune există și azi un șanț mare – dovadă a faptului că în 1580 s-a încercat scurgerea apei din fosă, unicul scop fiind acela de a găsi comoara băștinașilor.

## Expediții
Cea mai faimoasă expediție a căutării orașului „El Dorado” a fost cea a lui Francisco de Orellana în 1541, chiar dacă mai fuseseră demarate și altele înainte de aceasta.La început exploratorii au căutat prin Anzi, aproape de Columbia. Sebastián de Belalcázar, un conchistador spaniol care mai călătorise înainte cu Cristofor Columb și Francisco Pizarro, a căutat „El Dorado” prin sud-vestul Columbiei în 1535.
Nicolás Federmann, explorator și cronicar german care a participat la cucerirea spaniolă a Venezuelei și Columbiei,a condus de asemenea o expediție în anul 1535 cu scopul găsirii „orașului de aur”.
Conchistadorul spaniol Gonzalo Jiménez de Quesada s-a aventurat și el în 1536 să găsească „El Dorado”. După ce i-a învins pe băștinașii Muisca și a stabilit capitala Noului Regat al Granadei la Bogota, Quesada și-a dat seama că Federmann și Belalcázar pretinseseră același teritoriu; la o întâlnire pașnică în orașul Bosa, Quesada i-a convins pe cei doi să se întoarcă în Spania în anul 1539 și să rezolve această problemă care se iscase. Cei trei purtau în continuare lupte pentru Noua Granada în timp ce alți oameni de-ai lor continuau expediția. În 1541 Gonzalo Pizarro și Francisco de Orellana, vrând să abandoneze căutarea, ajung din greșeală în pădurea Amazonului. După ce s-au despărțit în două grupuri, Pizarro și oamenii săi s-au întors la Quito, în timp ce Orellana și-a continuat călătoria descoperind astfel râul Amazon pe care l-a și botezat.
În 1541 exploratorul spaniol născut în Germania, Felipe de Utre, a întreprins o călătorie în căutarea lui „El Dorado” de-a lungul Amazonului – în regiunea Omagua, dar fără nici un rezultat. Nu a găsit nici un regat al aurului dar a descoperit un teritoriu foarte populat.
Walter Raleigh a fost primul explorator englez care s-a încumetat la o astfel de expediție. Raleigh a plecat către Guayana pe care a denumit-o în 1595 „Guiana”. A navigat de-a lungul râului Orinoco (azi Venezuela), spre interiorul Guayanei, unde a găsit obiecte din aur, dar care nu aveau aceleași dimensiuni precum cele despre care vorbea legenda. După terminarea călătoriei a publicat o carte intitulată „Descoperirea Guianei” în care promova explorarea Regatului de aur. 
Ultimul explorator, în căutarea acestui ținut legendar și bogat, a fost britanicul Percy Harrison Fawcett (n. 1867 – m. după 1925).  
În 1987 s-a publicat în ziarul local „Folha de Boa Vista” din statul Roraima (Brazilia) un articol despre o descoperire excepțională făcută de către Roland Stevenson, un chilian originar din orașul Manaus. Acesta a descoperit un vechi drum incaș care lega Ecuadorul de lanțurile muntoase din Guyana și pe parcursul căruia a întâlnit numeroase ruine din piatră.Ba chiar a ajuns să găsească gravuri pe acele pietre simbolizând obiecte vestimentare incașe decorate cu motive andine. În plus, a speculat faptul că numele de „Guyana” ar putea proveni de la Incașul Huyana Capac, întrucât pronunția lor este identică. A mai adăugat că unele etnii vorbeau o limbă înrudită cu limba quechua și că fizionomia celor care aparțineau civilizației Yanomami era asemănătoare cu cea a populațiilor andine.

## Eldorado și falsul mit de la Guatavita
Din 1990 pâna în 1993 au durat pregătirile și cercetările lui Robert Tovar Gaitán un ziarist și autor de filme documentare columbian. El a mers împreună cu o echipa de scafandrii și cu mai multe camere de filmat la faimoasa lagună din Guatavita situată în regiunea Sesquilé, Cundinamarca.Au reușit astfel să dovedească faptul că laguna are o adâncime de 26 m (măsurătoarea făcându-se bineînțeles din mijlocul acesteia). Pe deasupra, descoperă în abisurile ei o mare cantitate de arbuști morți și iarbă aproape pietrificată din cauza frigului, evidențiind că între 1900 și 1906 laguna a fost secată total. Tovar a găsit chiar și un tunel prin care s-ar fi putut scurge apa.
În călătoria sa intitulată „Las lagunas del Dorado” („Lagunele de la El Dorado”) demonstrează că laguna de la Guatavita a fost un important centru al ceremoniilor de inițiere a tinerilor care urmau să fie încoronați drept Zipas sau regi de Bacatá. Cu toate acestea, laguna respectivă „nu a fost adevăratul leagăn al civilizației din El Dorado”, afirmă Tovar.Judecând după obiectele găsite, laguna despre care legenda povestește ar fi cea de la Siecha (La casa del varón – „Reședința masculului”) aflată aproape de Piramida Soarelui („La Pirámide del Sol”) la 35 km de Guatavita.
Întrega poveste numită „Columbia nedescoperită” (Colombia oculta) este relatată într-o serie de episoade documentare ale lui Tovar și se pot viziona la videoteca de la „Muzeul aurului” din Bogota.

## Generalități
- Grupul Muisca exporta sare în schimbul aurului. Aurul nu era pentru ei o monedă de plată.
- Prelucrau aurul ca obiecte de artă pe care le ofereau divinității, ca ofrande îngropate în pămȃnt, în diverse locuri, sau erau aruncate în apele lacului Guatavita. 
- Aurul nu era folosit pur, ci ca aliaj, în combinație cu argint și cupru (63% aur).
- N-au avut un depozit central de păstrare a aurului.
- Toată populația poseda aur, indiferent de clasa socială.
- Conchistadorii spanioli au topit toate obiectele de aur gasite.
- Cȃteva obiecte de aur originale Muisca se găsesc în muzeul din Bogota.

## Vezi și
- Paititi
- Muisca
- Conchistador